# チョウカイフスマ
チョウカイフスマ（鳥海衾、学名：Arenaria merckioides var. chokaiensis ）はナデシコ科ノミノツヅリ属の多年草。メアカンフスマを基本種とする変種。高山植物。

## 特徴
小型の多年草。基本種のメアカンフスマより全体が大型。茎は株状になり、全体に短毛がある。葉はやや厚めで、数対が無柄で対生し、葉身は倒卵状楕円形、長さ15-25mm、幅5-10mmになる。
花期は7-8月。花は直径15mmほどで茎先や上部の葉腋に1個つく。萼は離生し萼片は5個、裂片は長さ6-7mmあり、裂片の先端はあまりとがらない。花弁は5個で白色、縁は全縁。雄蕊は10個で基部は黄色い腺体に囲まれる。雌蕊は3個。果実は蒴果で先端が6裂する。

## 分布と生育環境
本州の東北地方の鳥海山に特産し、高山帯の砂礫地、岩礫地、岩の割れ目などに生育する。
山形県を代表する花のひとつで、山形県内の学校の「校章」に多く採用されている。古くは旧制山形高等学校の校章になっていた。
なお、月山に生育するものは鳥海山から移植されたものである。

## 保全状況評価
絶滅危惧II類 (VU)（環境省レッドリスト）
2007年8月レッドリスト